# Farbsortierer

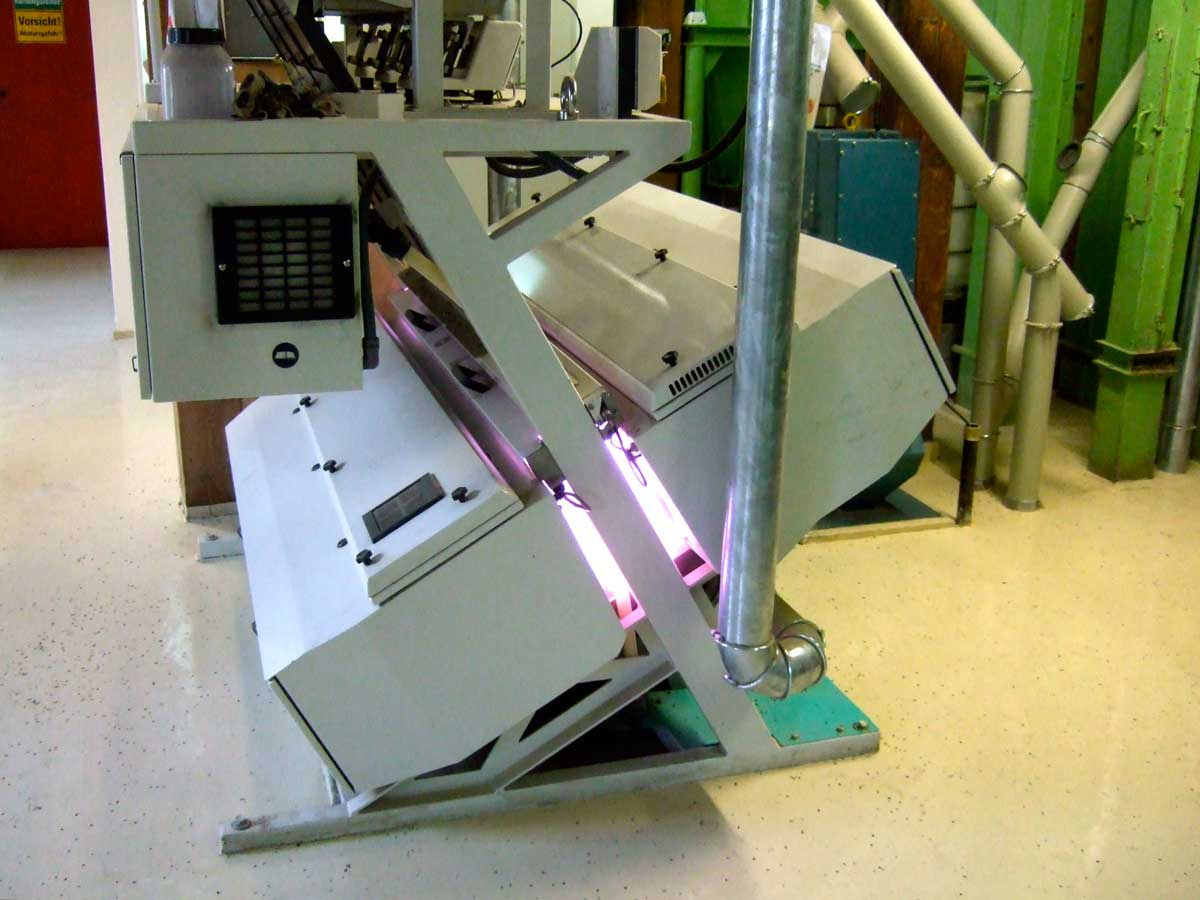
Farbsortierer in einer Getreidemühle

Ein Farbsortierer (auch Farbausleser oder Fotoausleser) ist eine Sortiermaschine, die einzelne Elemente granularer Materie (Körner, Flakes) anhand von farblichen Unterschieden trennt. Ein Farbsortierer nutzt dabei eine einfache Form der optischen Bilderkennung zum Erkennen und ein mechanisches Trennverfahren, meist Ausblasen, zur Trennung. Farbsortierer werden unter anderem zur Auslese von andersfarbigem Getreide aus einem guten Produkt eingesetzt, aber auch im Recycling, um falschfarbige Kunststoffflakes abzutrennen.
Ursprünglich kommen Farbsortierer aus der Sortierung von Bohnen und Kaffee. Stark fetthaltige schwarze Kaffeebohnen (Stinkbohnen) werden durch Farberkennung aus den reifen grünen Kaffeebohnen aussortiert. Die Erkennung geschah lange monochromatisch, das heißt durch die Erkennung von Helligkeitsunterschieden in einem Schwarz-Weiß-Spektrum. Seit etwa 2012 werden im Saatgut- und Lebensmittelbereich immer mehr Echtfarbsortierer mit ausgewähltem Spektrum verwendet, seit etwa 2020 haben sich die Echtfarbsortierer komplett durchgesetzt.

## Anwendungsgebiete

### Lebensmittel

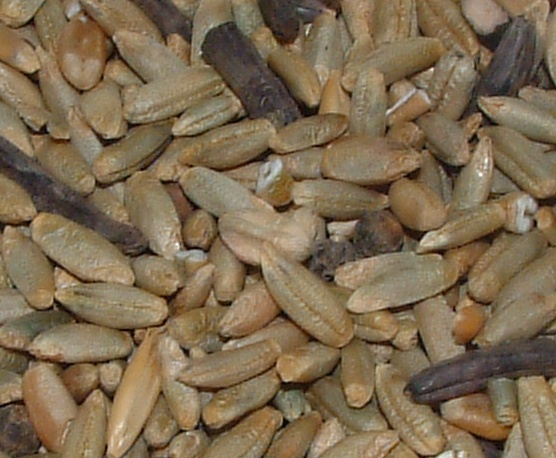
Roggenkörner vermischt mit giftigem Mutterkorn (dunkle Körner), das durch einen Farbsortierer entfernt werden muss.

Inzwischen ist das am meisten sortierte Produkt der Welt Reis, bei dem dunkle oder fleckige Körner aus dem Gutprodukt „weißer Reis“ aussortiert werden. Farbausleser werden zur Auslese von Fremdbesatz aus Getreide in Kombination mit anderen mechanischen Reinigungsmaschinen wie Siebreinigern, Trieuren und Steinauslesern in Getreidemühlen weitgehend verwendet und kommen immer öfter auch in Lagerhäusern zum Einsatz. Am wichtigsten ist die Auslese des giftigen dunklen Mutterkorn aus Roggen, zunehmend auch aus Weizen oder Dinkel. Außerdem können Wicken, Flughafer und anderer Schwarzbesatz aus Getreide aussortiert werden, bei Speisegetreide auch Fremdkorn.
Zunehmend ist in den letzten Jahren die Verwendung im bäuerlichen Bereich, um hochwertige Produkte wie Linsen, Hanf, Quinoa etc. direkt vermarkten zu können. Aufgrund der Kosten der Farbsortierer lohnt sich dies kaum für den einzelnen bäuerlichen Betrieb, wird aber immer mehr als Dienstleistung angeboten. 
Im Lebensmittelbereich werden die Farbsortierer unter anderem eingesetzt zur Auslese von
- Aussortierung von giftigem Mutterkorn beim Roggen und aus anderen Getreidesorten
- Weizen-, Roggen-, Dinkel- oder Gerstekörnern aus Hafer oder Hülsenfrüchten, um glutenfreie Lebensmittel anbieten zu können
- ungeschälten Körnern bei Backsaaten wie z. B. Sonnenblumenkernen
- gebrochenen Kernen bei Kürbiskernen
- Schalenresten bei Nüssen
- dunklen Körnern bei Sesam
- unreifen Wacholderbeeren
- dunklen Zwiebelstücken
- andersfarbigen Körnern bei Hülsenfrüchten (Erbsen, Linsen usw.)
- Steinen und Erde bei all diesen Produkten mit Hilfe von Nah-Infrarot-Kameras.

### Weitere Einsatzgebiete
Farbsortierer werden noch in vielen weiteren Branchen verwendet. Dazu gehören
- die Saatgutbranche (unter anderem zur Auslese von Fremdgetreide wie Gerstenkörner aus Weizen)
- die Recyclingindustrie (Hier werden falschfarbige Kunststoffflakes aussortiert.)
- die Gewinnung von Mineralien

Man kann einen Farbsortierer auch als „elektronisches Aschenputtel“ bezeichnen.

## Technik
Bei trockenen Produkten wird das Produkt auf eine Rutsche zur Vereinzelung aufgegeben. Am Ende der Rutsche wird das Schüttgut im freien Fall durch Kameras optisch analysiert und nur wenige Millisekunden danach und wenige Zentimeter darunter durch kurze Druckluftstöße ausgeblasen.
Bei feuchten Produkten, wie Gemüse und Hülsenfrüchte, findet dagegen eine Erkennung auf einem laufenden Band oder einem bewegten Gitterrost statt, auch hier wird das Schlechtprodukt nach der Erkennung ausgeblasen.
Während Farbsortierer sich früher vor allem für Luxusprodukte wie Kaffee oder Nüsse lohnten, stiegen ab etwa 2000 durch den technischen Fortschritt und durch die Verwendung von digitalen Kameras statt Photozellen die Durchsätze bei gleichzeitigem Sinken der Anlagenpreise. Dadurch haben heute Farbsortierer ein wesentlich größeres Einsatzspektrum, bis hin zur Landwirtschaft beim Anbau von Sonderkulturen.
Vor allem beim Sortieren im Recyclingbereich, auch der Hausmüllsortierung, und beim Sortieren von Mineralien werden zur Erkennung komplexe Sensoren eingesetzt. Diese arbeiten im Nah-Infrarot-Spektrum (NIR), mit UV bzw. Röntgen-Fluoreszenz und -transmission oder mit Lasern. Diese Maschinen werden zusammen mit Farbauslesern unter dem Sammelbegriff Sensorgestützte Sortierer zusammengefasst.
Nah-Infrarotkameras in Farbauslesern im Lebensmittelbereich arbeiten meist noch mit einem Summenwert, gelegentlich seit ca. 2023 mit drei Frequenzen, nicht aber mit breiten NIR-Spektren. Hier unterscheidet man zwischen Kameras im niedrigen NIR-Bereich von ca. 700–1000 nm Wellenlänge, die zur Erkennung von Steinen oder Fremdstoffen genutzt werden, und NIR-InGaAs-Kameras, die im Wellenlängenbereich von ca. 1100–1500 nm z. B. bespelzte Körner oder Fusarienkörner erkennen. Mit Erkennung durch NIR-Spektren kann bei Getreidekörnern verbessert Fusariumkorn ausgelesen werden oder nach Proteingehalt sortiert werden. Bei Kunststoffen ist durch die NIR-Spektren eine echte Materialerkennung unabhängig von der Farbe möglich.
Farbsortierer haben je nach Größe und Produkt bei Lebensmitteln einen Durchsatz von einigen hundert Kilogramm bis zu ca. 50 t pro Stunde, bei Steinen bis zu 100 t/h.